# Gorsyang
Gorsyang – gaun wikas samiti w środkowej części Nepalu w strefie Bagmati w dystrykcie Nuwakot. Według nepalskiego spisu powszechnego z 2001 roku liczył on 699 gospodarstw domowych i 3890 mieszkańców (1989 kobiet i 1901 mężczyzn).